# Prampouch

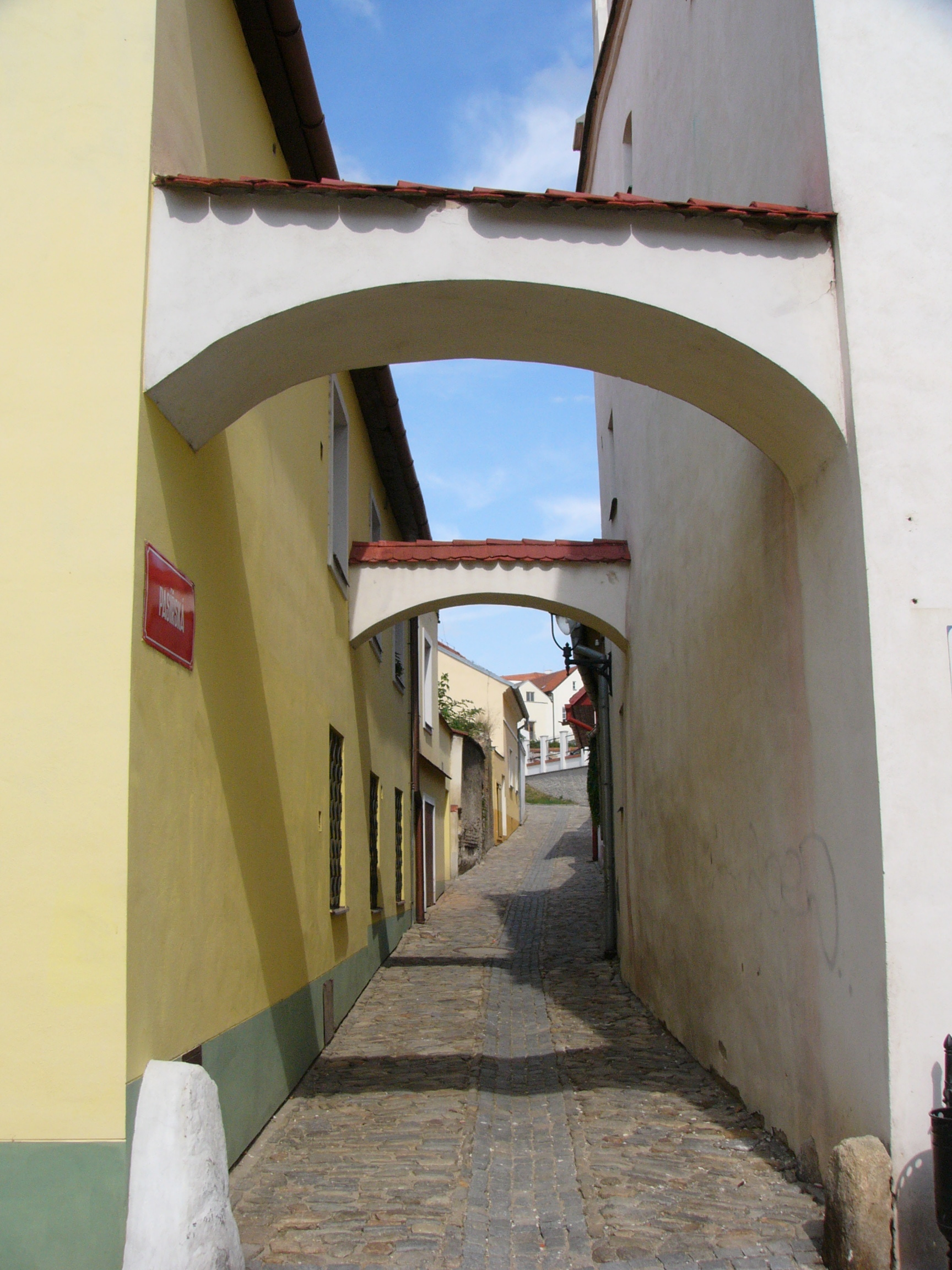
Prampouchy v Pasířské ulici ve Znojmě

Prampouch je zděný rozpěrný oblouk mezi dvěma budovami, typický pro úzké středověké uličky. Bývá opatřen stříškou.
Prampouchy se většinou vyskytují v jedné řadě, výjimečně i ve více řadách nad sebou. Situovány jsou obvykle mezi horními částmi dvou těsně sousedících staveb a slouží k jejich stabilizaci. Funkce prampouchů je v zásadě shodná s opěrnými oblouky středověkých katedrál.
Jestliže mezi vlastníky sousedících budov není ujednáno jinak, je prampouch považován za společnou rozhradu.
Výraz se vyskytuje též v nářečních variantách rampouch, rampúch či rampuch. V moravských a lašských nářečích rampúch označuje též otvor do sklepa nebo výklenek ve zdi, přihrádku u kamen, což je přejato asi z německého brandboge („klenutí ve stěně“), a ovlivněno zřejmě výrazem sopouch.